# Белорусский государственный экономический университет
Белору́сский госуда́рственный экономи́ческий университе́т (бел. Беларускi дзяржаўны эканамічны ўніверсітэт) — один из старейших университетов Беларуси, осуществляющий подготовку специалистов в области экономики, управления и права, расположенный в Минске.
Инфраструктуру учебно-научного комплекса БГЭУ составляют 11 факультетов, включая Высшую школу управления и бизнеса, более 40 кафедр, Институт повышения квалификации и переподготовки экономических кадров, Центр довузовской подготовки и профессиональной ориентации, филиал Новогрудский торгово-экономический колледж; библиотеку, учебные и научные лаборатории, торговый комплекс и обеспечивающие службы. В БГЭУ реализуются программы «двойных дипломов» с университетами России.
Университет является членом международных организаций и объединений. Сегодня в БГЭУ заключены около 130 договоров и соглашений о сотрудничестве с учреждениями высшего образования, научно-исследовательскими и образовательными организациями из 23 стран ближнего и дальнего зарубежья. БГЭУ одним из первых среди учреждений высшего образования страны сертифицирован по международной системе менеджмента качества. В БГЭУ обучаются студенты из более чем 27 стран.
С 2021 года ректором БГЭУ является Егоров Алексей Владимирович, доктор юридических наук, профессор.

## История
БГЭУ является одним из старейших университетов в стране. Возрастающая потребность государства в образованных специалистах нашла отражение в резолюции ноябрьского Пленума ЦК ВКПБ 1929 г. «О кадрах народного хозяйства». В ней говорилось о необходимости улучшения подготовки экономистов различного профиля. Уже в 1930 г. на базе Белорусского государственного университета был создан самостоятельный факультет народного хозяйства с пятью отделениями: промышленным, сельскохозяйственным, планово-статистическим, финансовым и кооперативным. В это время на факультете обучалось 300 студентов, а в 1931 г. их было более 700.
На базе факультета общественных наук БГУ в соответствии с резолюцией постановления СНК БССР № 215 от 7 июля 1931 г. были созданы три самостоятельных института: Планово-экономический, Финансово-экономический и Институт потребительской кооперации (Кооперативный) разного административного подчинения. Эти институты просуществовали около двух лет. Однако опытных экономических кадров не хватало, так как распределение специалистов шло по всей стране (от Бреста до Камчатки и Дальнего Востока).
На основании постановления Совета народных комиссаров БССР № 721 от 20 мая 1933 года на базе трёх вышеупомянутых институтов был создан Белорусский государственный институт народного хозяйства (БГИНХ). Он и рабочий факультет при нём были утверждены к осени того же года Госпланом БССР. 20 января 1935 года правительство БССР присвоило институту имя В.В. Куйбышева.

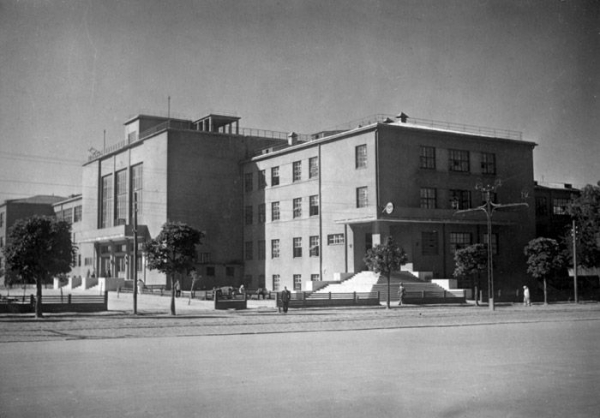
Главный корпус БГУ до 1941 г., в котором с 1925 г. располагался факультет права и хозяйства (теперь ул. Советская, 18).

22 июня 1941 года началась Великая Отечественная война и БГИНХ прекратил свою работу. В рядах Красной армии, в партизанских отрядах и подпольных группах сражались бывшие директора БГИНХ П. А. Балабанов, А. В. Гурло, И. Л. Сацункевич, профессор Н. В. Дембинский, доценты С. В. Елисон, Т. А. Зарубин, И. Ф. Крюк, А. И. Петухов и другие преподаватели и выпускники института. Свой посильный вклад в приближение часа освобождения Родины внесли многие сотрудники «нархоза». В июле 1944 года была освобождена от немецко-фашистских захватчиков столица советской Беларуси. Во время Великой Отечественной войны учебные корпуса института были разрушены, их содержимое большей частью уничтожено. 28 октября 1944 года, руководствуясь постановлением Совета народных комиссаров, вуз возобновил свою деятельность. Первая послевоенная приемная комиссия БГИНХ начала работать 25 января 1945 года. В феврале состоялся первый послевоенный набор студентов – 58 человек. Регулярные занятия начались 1 марта 1945 года в вечернюю смену в здании средней школы.
С 1950 по 1954 год был сдан в эксплуатацию первый послевоенный учебный корпус.
20 января 1992 года Белорусский государственный институт народного хозяйства имени В. В. Куйбышева на основании постановления Совета Министров Республики Беларусь № 21 был преобразован в Белорусский государственный экономический университет.
В 1995 году Белорусский государственный университет впервые прошёл государственную аттестацию и аккредитацию. В 1996 году подтвердил статус ведущего учебного заведения в национальной системе образования по подготовке экономических кадров.

## Ректоры
- 1933—1935 — Алексей Васильевич Гурло
- 1935—1936 — Иван Леонович Сацункевич
- 1936—1937 — Аарон Моисеевич Штаркман
- 1937—1938 — Николай Васильевич Козюк
- 1938—1939 — Гавриил Леонтьевич Сугробов
- 1939—1940 — Пётр Абрамович Балабанов
- 1940—1944 — Фёдор Сергеевич Микунов
- 1944—1949 — Ефим Никитович Романенко
- 1949—1962 — Гавриил Леонтьевич Сугробов
- 1962—1965 — Иван Иванович Трухан
- 1966—1969 — Сергей Николаевич Малинин
- 1969—1991 — Фёдор Васильевич Боровик
- 1991—2002 — Роман Михайлович Карсеко
- 2002—2019 — Владимир Николаевич Шимов
- 2019—2021 — Вячеслав Юрьевич Шутилин[7]
- С 29 июля 2021 — Алексей Владимирович Егоров[8]

## Названия Белорусского государственного экономического университета
- 20 мая 1933 г. — Институт народного хозяйства.
- С конца 1933 г. — Белорусский государственный институт народного хозяйства (БГИНХ).
- С 20 января 1935 г. — Белорусский государственный институт народного хозяйства имени В.В. Куйбышева (БГИНХ  им. В.В. Куйбышева)
- 20 января 1992 г. – Белорусский государственный экономический университет.

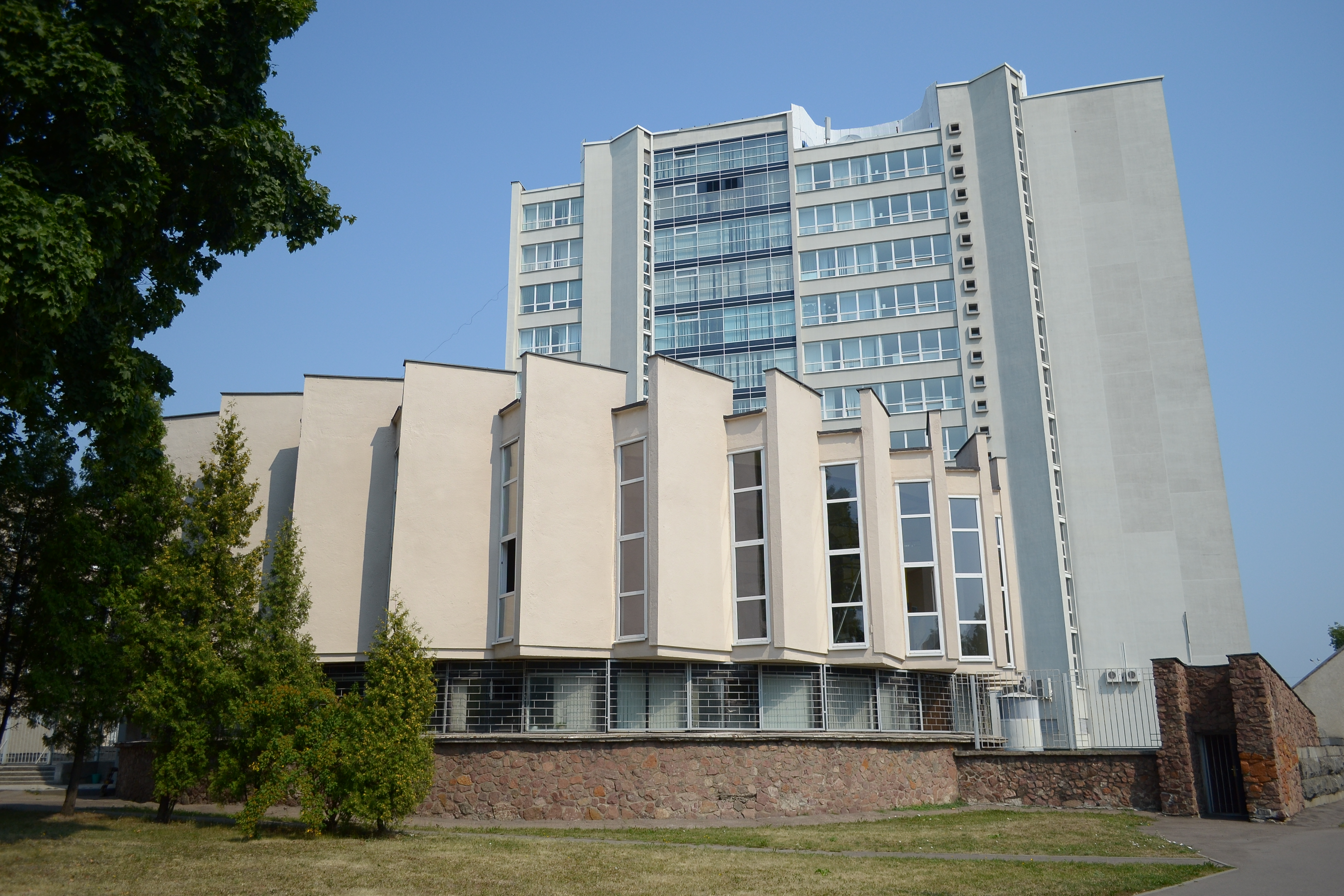
Учебный корпус 1 и библиотека

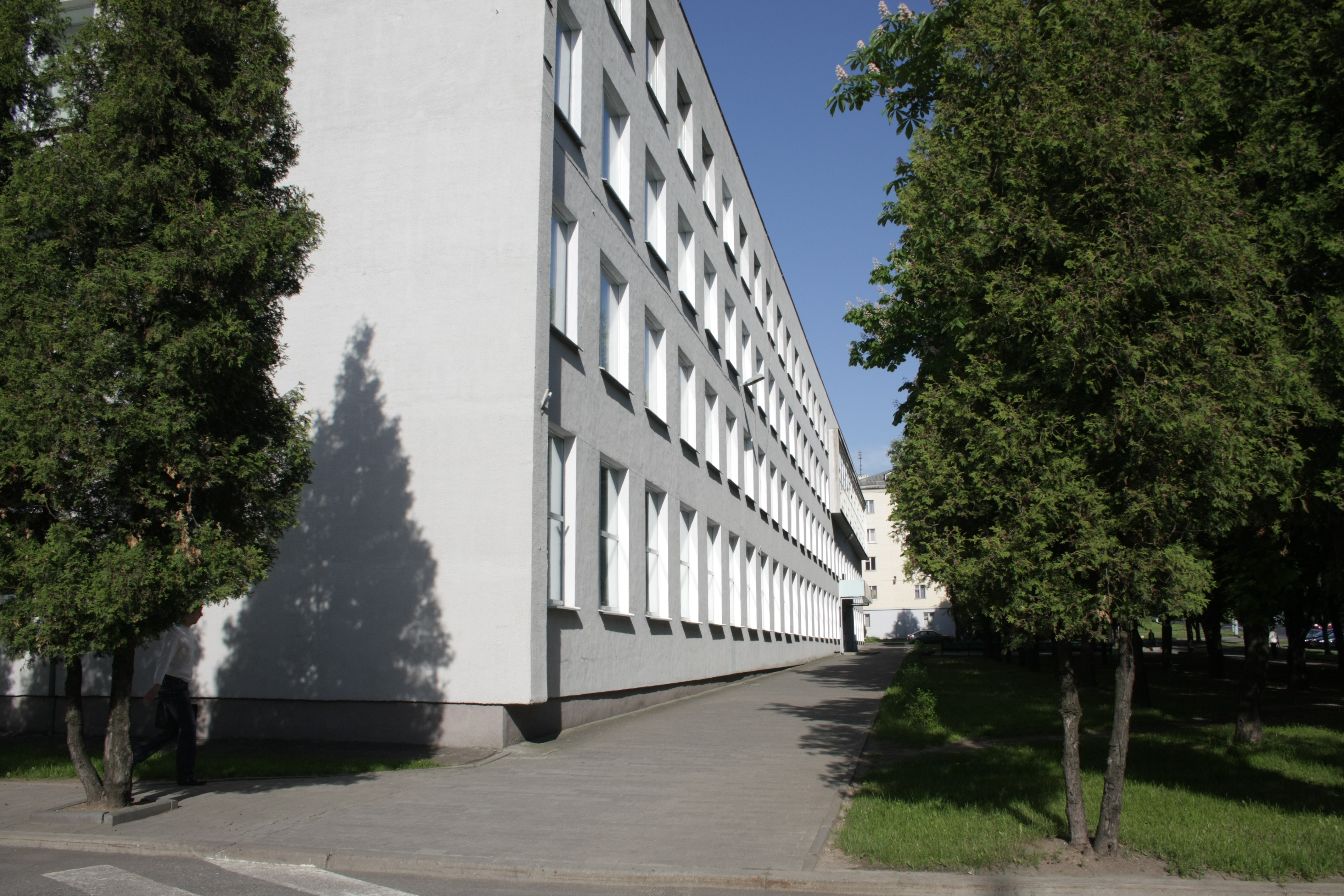
Учебный корпус 2

В университете осуществляется подготовка специалистов широкого спектра специальностей (ОКРБ 011-2009, ОКРБ 011-2022) в области экономики, бизнеса, управления и права, коммуникаций, социальных наук по следующим образовательным программам:
- среднего специального образования по 5 специальностям (Новогрудский торгово-экономический колледж)[источник не указан 261 день]
- общего высшего образования по 22 специальностям и по 27 специальностям 1 ступени высшего образования
- углубленного высшего образования по 10 специальностям, в том числе на английском языке
- научно-ориентированного образования по 15 специальностям (подготовка в аспирантуре осуществляется по 15 специальностям, в докторантуре – по 6 специальностям)
- переподготовки руководящих работников и специалистов, имеющих высшее образование, по 10 специальностям
- повышения квалификации по 5 профилям

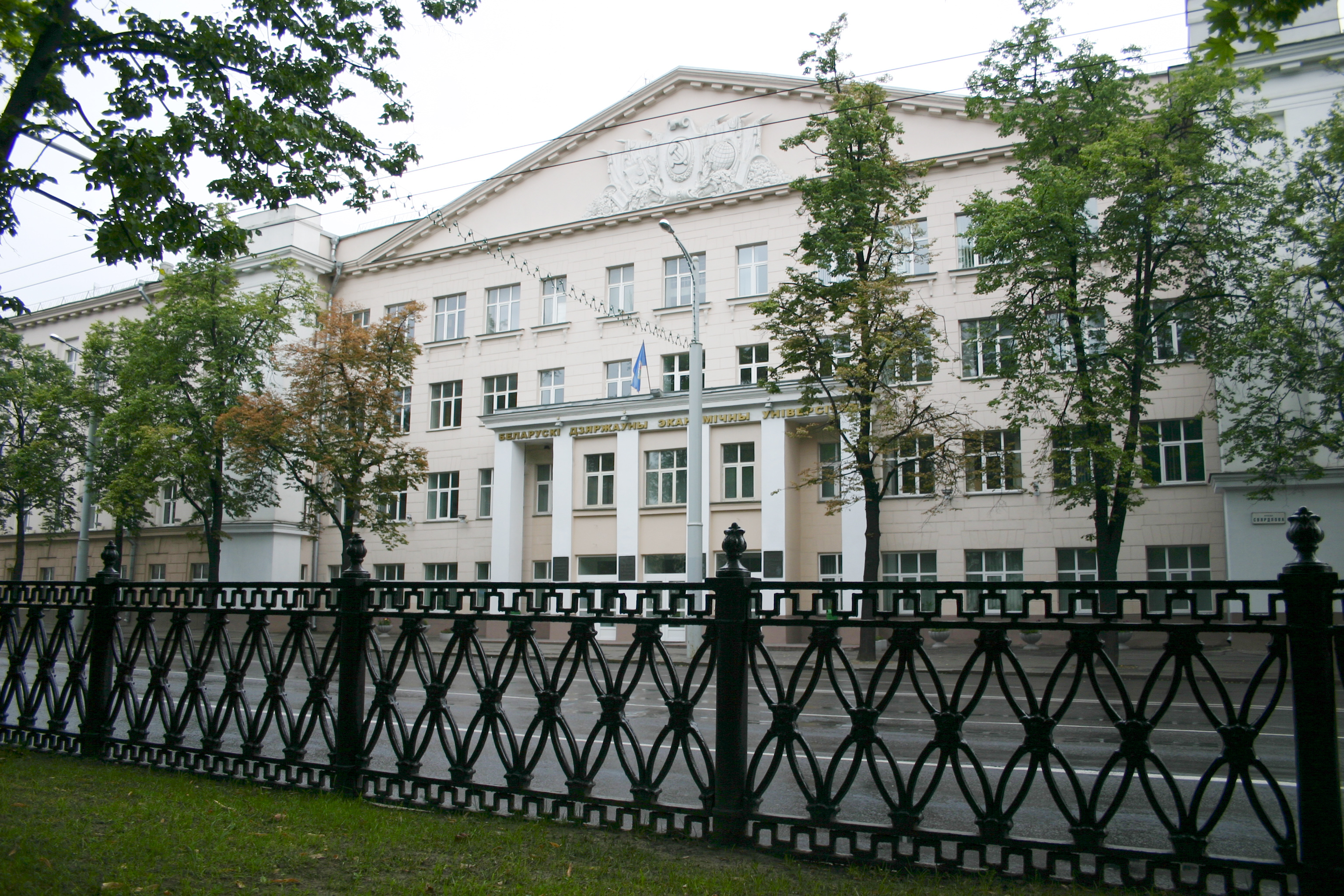
Учебный корпус 5

Университет включен в перечень учреждений образования, на базе которых осуществляется экспериментальная и инновационная деятельность с организацией подготовки на английском языке по специальностям общего высшего образования «Мировая экономика», «Маркетинг» и «Бухгалтерский учёт, анализ и аудит».
На базе БГЭУ функционирует Учебно-методическое объединение по экономическому образованию, деятельность которого нацелена на выработку предложений по вопросам совершенствования научно-методического обеспечения экономического образования и подготовки специалистов с общим высшим и углубленным высшим образованием.

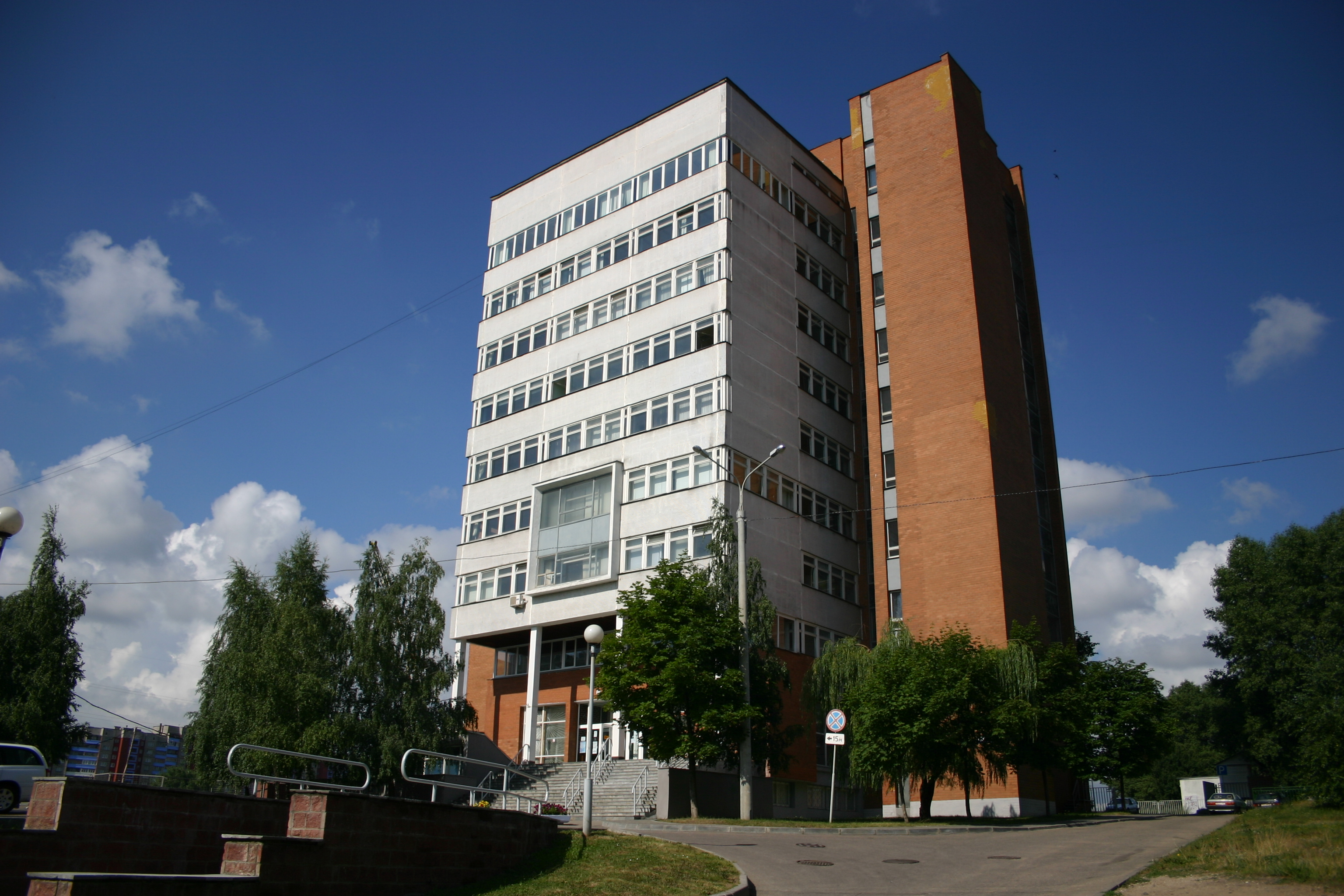
Учебный корпус 4

В 2023 году на базе Белорусского государственного экономического университета создано Учебно-методическое объединение в сфере дополнительного образования взрослых по группам специальностей: «Экономика, Бухгалтерский учёт, налогообложение, финансы, банковское и страховое дело, Менеджмент, логистика, маркетинг и реклама.
При университете действуют:
- Библиотека БГЭУ
- Музей истории БГЭУ
- Бизнес-инкубатор БГЭУ
- Отраслевые лаборатории
- Научно-педагогические школы
- Клуб выпускников
- Первичная организация ОСВОД
- Первичная организация БРСМ

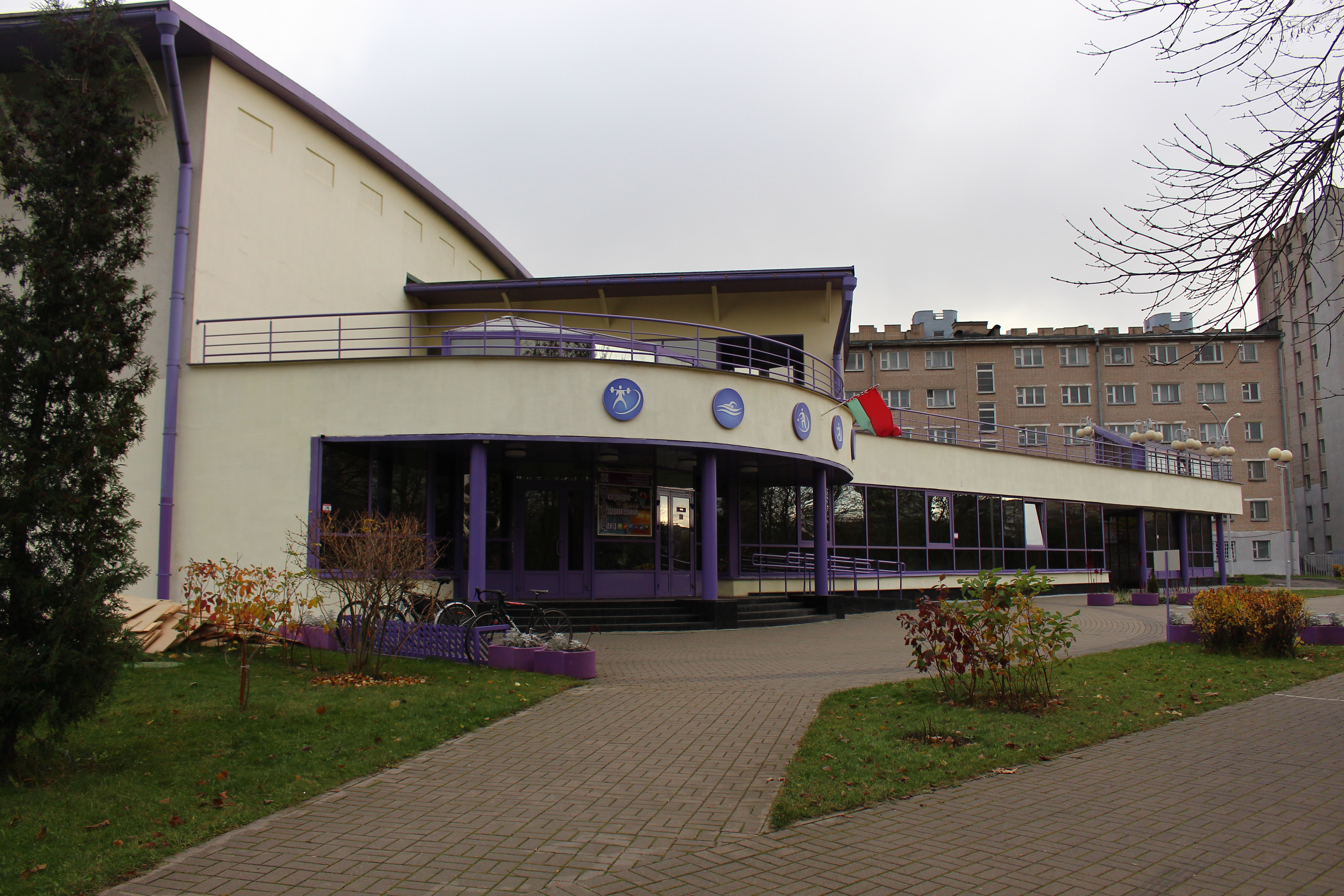
Спорткомплекс

- Первичная профсоюзная организация работников
- Студенческий профсоюз
- Студенческий клуб
- Физкультурно-оздоровительный центр
- РОО «Белая Русь»

## БГЭУ в мировых рейтингах
Активное развитие в мире университетских рейтингов началось с 2000-х годов. Результаты образовательной, научно-исследовательской и международной деятельности сотрудников университета обеспечили БГЭУ присутствие в четырёх рейтингах:
- Ranking WEB of Universities: Webometrics Ranking of World Universities.
- Рейтинг репозиториев «Ranking Web of Repositories».
- Российский индекс научного цитирования (РИНЦ).
- Unirank world university rankings (UniRank) (ранее «4 International Colleges and Universities Rankings»).

## Структура БГЭУ
Факультеты:
- факультет маркетинга и логистики (1997)
- факультет экономики и менеджмента (1933)
- факультет международных экономических отношений (1992)
- факультет права (1998)
- учётно-экономический факультет (1933)
- факультет финансов и банковского дела (2002)
- факультет международных бизнес-коммуникаций (2002)
- факультет коммерции и туристической индустрии (2016)
- факультет цифровой экономики (2019)
- высшая школа управления и бизнеса (1993)
- социально-экономический факультет (2024)

Центры:
- Центр довузовской подготовки и профессиональной ориентации (2024)

Институты:
- Институт повышения квалификации и переподготовки экономических кадров (2000)
- Институт социально-гуманитарного образования (2005-2024)

Филиалы:
- Новогрудский торгово-экономический колледж (1947)

## Научная деятельность
БГЭУ является аккредитованным научным центром страны, который проводит экономические фундаментальные и прикладные социально-экономические исследования. При университете работают 3 совета по защите докторских и кандидатских диссертаций. Под руководством ведущих преподавателей БГЭУ работают 33 студенческие научно-исследовательские лаборатории, которые участвуют в госбюджетных и хоздоговорных НИР. В целях поддержки инновационной активности учащейся молодёжи, реализации лучших научных проектов и идей создан студенческий исследовательский центр «Бизнес-инкубатор БГЭУ»  на базе факультета коммерции и туристической индустрии и факультета экономики и менеджмента. Функционирует 10 научно-педагогических школ, издаются два журнала и два сборника научных трудов.
Научно-педагогические школы:
- Научно-педагогическая школа по национальной экономике (руководитель: Фатеев Владимир Сергеевич);
- Научно-педагогическая школа экономики и управления на предприятии (руководитель: Нехорошева Людмила Николаевна);
- Научно-педагогическая школа маркетинга (руководитель: Енин Юрий Иванович);
- Научно-педагогическая школа управления производством (руководитель: Беляцкий Николай Петрович);
- Научно-педагогическая школа финансов (руководитель: Сорокина Тамара Владимировна);
- Научно-педагогическая школа экономики и управления в торговле (руководитель: Короленок Геннадий Антонович);
- Научно-педагогическая школа бухгалтерского учёта, анализа хозяйственной деятельности, контроля, ревизии и аудита (руководитель: Панков Дмитрий Алексеевич, руководитель: Папковская Пелагея Яковлевна);
- Научно-педагогическая школа статистики (руководитель: Агабекова Нина Владимировна);
- Научно-педагогическая школа математических методов экономики (руководитель: Миксюк Светлана Федоровна);
- Научно-педагогическая школа мировой экономики (руководитель: Шмарловская Галина Александровна);

Издания БГЭУ
- Научно-практическое издание «Веснік Беларускага дзяржаўнага эканамічнага ўніверсітэта»

Издаётся с 1994 года, выходит 6 раз в год (один раз в два месяца). Журнал включён Высшей аттестационной комиссией в Перечень научных изданий Республики Беларусь для опубликования результатов диссертационных исследований, а также включён в Российский индекс научного цитирования (РИНЦ).
- Научно-практическое издание «Белорусский экономический журнал»

Издаётся с 1997 года, выходит ежеквартально. Журнал включён Высшей аттестационной комиссией в Перечень научных изданий Республики Беларусь для опубликования результатов диссертационных исследований, а также включен в Российский индекс научного цитирования (РИНЦ).
- Газета «Экономист»

Издаётся более 30 лет, выходит 2 раза в месяц. Многотиражное издание предназначено для публикации основных событий и достижений университета и белорусской экономической науки.
- Сборник «Научные труды БГЭУ»

Издаётся с 2008 года, выходит 1 раз в год. Сборник включён в Перечень научных изданий Республики Беларусь для опубликования результатов диссертационных исследований (отрасль науки – экономические, юридические, социологические, политические).
- Сборник научных статей студентов «НИРС БГЭУ»

Издаётся с 2011 года, выходит 1 раз в год. Издание предназначено для публикации научных работ студентов и магистрантов университета по актуальным проблемам экономики, права и смежных областей знаний.

## Университетский кампус
Университетский кампус — это своеобразный структурный комплекс, включающий в себя 9 общежитий, расположенных в Заводском, Ленинском, Первомайском, Октябрьском и Московском районах города Минска, с закреплённой территорией, зданиями и штатом квалифицированных сотрудников. В студенческом городке проводятся спортивные и культурно-досуговые мероприятия, которые охватывают все направления деятельности и различны по форме организации и методикам проведения: творческие конкурсы, тематические вечера и беседы, ток-шоу, мультимедийные презентации, встречи с общественно-политическими деятелями, деятелями в сфере образования, науки и культуры, пешие экскурсии и т.д. В течение года плодотворно работают клубные формирования различной направленности, спортивные кружки и секции.
В общежитиях функционируют тренажёрные залы, теннисные комнаты, залы для занятий фитнесом, конференц-залы и комнаты отдыха, комнаты для самоподготовки и работы студенческого самоуправления. Работает 31 спортивная секция по 8 видам спорта — атлетизму, ОФП, грация, мини-футболу, йоге, бильярду, настольному теннису, дартсу. Во всех зданиях расположены прачечные самообслуживания, оборудованные стиральными машинами, сушильные и гладильные комнаты.

## Известные выпускники
Среди выпускников университета есть знаменитые спортсмены, ученые, государственные деятели и бизнесмены.
- Альтшуль Елена Борисовна — пятикратная чемпионка мира по международным шашкам, четырёхкратная чемпионка СССР по шашкам.
- Романовский Владимир Вацлавович — заслуженный мастер спорта Республики Беларусь, олимпийский чемпион по гребле на байдарках и каноэ.
- Домрачева Дарья Владимировна — биатлонистка, четырёхкратная олимпийская чемпионка, двукратная чемпионка мира (2012 и 2013), обладательница Кубка мира 2014/15, обладательница 6 малых Хрустальных глобусов Кубка мира по биатлону, заслуженный мастер спорта Республики Беларусь.
- Ермакова Надежда Андреевна — заслуженный экономист Республики Беларусь.
- Корбут Николай Николаевич — с 1994 по 2001 год начальник управления по обслуживанию дипломатического корпуса и официальных делегаций «Дипсервис» Управления делами президента.
- Тур Андрей Николаевич[бел.] — д.э.н, профессор.
- Рудый Кирилл Валентинович — белорусский государственный деятель, дипломат, доктор экономических наук, профессор.
- Никитенко Пётр Георгиевич - учёный-экономист, политэконом, ноосферолог (философ), доктор экономических наук, профессор.
- Зайцев Александр Николаевич — белорусский предприниматель.

## Награды и поощрения
За заслуги в подготовке квалифицированных специалистов народного хозяйства и развитие научных исследований Указом Президиума Верховного Совета Союза Советских Социалистических Республик от 28.04.1983 г. Белорусский государственный институт народного хозяйства имени В.В. Куйбышева награждён орденом Трудового Красного Знамени.
За многолетнюю плодотворную деятельность по подготовке высококвалифицированных специалистов и научных кадров, особые достижения в социально-культурном развитии и в связи с 75-летием со дня учреждения Указом Президента Республики Беларусь от 15.05.2008 г. №274 учреждению образования «Белорусский государственный экономический университет» присужден Почётный государственный флаг Республики Беларусь.